# National Historic Landmark
National Historic Landmark (Nationalt historiskt mindesmærke - NHL) er betegnelsen for udvalgte historisk vigtige steder i USA. Pladsen kan være et område eller en bygning af historisk eller kulturel værdi.

## Udvalgskriterier
Hvert NHL udnævnes efter disse kriterier::
- Stedet hvor en historisk betydningsfuld amerikaner levede eller arbejdede
- Steder hvor idealer eller idéer som formede nationen virkeliggjordes
- Arkitektonisk vigtige bygninger
- Steder som kendetegner den amerikanske livsstil (way of life)
- Steder af arkæologisk interesse

Der findes en række historiske steder i USA men kun et fåtal pladser har væsentligt historisk værdi og fået udnævnelsen NHL. Hvert sted udnævnes formelt af USAs indenrigsminister (Secretary of the Interior). I dag findes cirka 2.500 Nationale Historic Landmarks, hvoraf enkelte ligger udenfor USA, f.eks. den amerikanske legation i Tanger, Marokko). NHL-programmet forvaltes af Nationalt Park Service.

## Historie
Den 30 juni 1960 blev Sergent Floydmonumentet i Sioux City , Iowa udpeget til det første NHL, først den 9. oktober 1960 præsenterede indenrigsministeren Fred Andrew Seaton dog alle 92 steder som var blevet udpeget til det første NHL.
i 1966 oprettede USAs forbundsregering National Register of Historic Places, en officiel liste over alle nationens historisk betydningsfulde steder. Denne liste omfatter i dag over 80.000 registreringer.